# 돕슨관박쥐
돕슨관박쥐(Rhinolophus yunanensis)는 관박쥐과에 속하는 박쥐의 일종이다. 중국과 인도, 미얀마, 태국에서 발견된다.

## 특징
몸길이 60.5~68mm의 중간 크기 박쥐로 전완장은 51.5~64mm이다. 꼬리 길이는 21.5~26mm, 발 길이는 12.5~14mm, 귀 길이는 23.5~32mm이다. 몸무게는 최대 22g이다.

## 생태
대나무 숲의 석회암 동굴과 볏집 지붕 속에 은신한다. 먹이는 곤충이다.

## 분포 및 서식지
인도 북부 아루나찰프라데시주와 미조람주, 중국 남부 윈난성, 미얀마 동부, 태국 북서부와 남동부 등에 널리 분포한다. 해발 600~1,300m 고도의 울창한 구릉 지대 숲의 대나무 숲에서 서식한다.